# Super Rugby 2023
Die Saison 2023 war die 28. Ausgabe von Super Rugby, einem Rugby-Union-Wettbewerb, an welchem zwölf Franchise-Mannschaften aus Australien, Fidschi, Neuseeland und den Pazifischen Inseln teilnahmen. Die Saison begann am 24. Februar 2023 und endete mit dem Finale am 24. Juni 2023. Es wurden 84 Spiele während der Regular Season und 7 Spiele in der Finalrunde ausgetragen. Die neuseeländische Mannschaft Crusaders gewann zum zwölften Mal den Meistertitel.

## Modus
Die zwölf teilnehmenden Teams bestritten 14 reguläre Saisonspiele. Dabei traten sie entweder zuhause oder auswärts gegen jedes andere Team an. Die verbleibenden drei Begegnungen waren zusätzliche Derbys nach geografischen Kriterien. Die Fijuan Drua waren Australien zugeteilt, während Moana Pasifika in Neuseeland beheimatet ist. Die zweite Runde vom 3. bis 5. März war eine Super Round, bei der alle Begegnungen an einem Wochenende im AAMI Park in Melbourne ausgetragen wurden.
Die acht besten Teams am Ende der regulären Saison qualifizierten sich für die Play-offs. Im Viertelfinale spielte das erstplatzierte Team gegen die achtplatzierte, das zweitplatzierte Team gegen die siebtplatzierte, das drittplatzierte Team gegen die sechstplatzierte und das viertplatzierte Team gegen die fünftplatzierte. Die Sieger der Viertelfinals zogen ins Halbfinale ein, die Sieger der Halbfinals ins Finale. Die höher eingestufte Mannschaft war jeweils Gastgeber der Playoff-Spiele.

## Ergebnisse

### Tabelle
|     | Team             | Spiele | Siege | Unent. | Ndlg. | Spiel- punkte | Diff. | Bonus- punkte | Tabellen- punkte |
| --- | ---------------- | ------ | ----- | ------ | ----- | ------------- | ----- | ------------- | ---------------- |
| 01. | Chiefs           | 14     | 13    | 0      | 1     | 487:261       | + 226 | 7             | 59               |
| 02. | Crusaders        | 14     | 10    | 0      | 4     | 457:278       | + 179 | 8             | 48               |
| 03. | Blues            | 14     | 10    | 0      | 4     | 446:292       | + 154 | 6             | 46               |
| 04. | Brumbies         | 14     | 10    | 0      | 4     | 474:393       | + 81  | 6             | 46               |
| 05. | Hurricanes       | 14     | 9     | 0      | 5     | 480:338       | + 142 | 5             | 41               |
| 06. | NSW Waratahs     | 14     | 6     | 0      | 8     | 387:408       | − 21  | 7             | 31               |
| 07. | Fijian Drua      | 14     | 6     | 0      | 8     | 370:492       | − 122 | 2             | 26               |
| 08. | Queensland Reds  | 14     | 5     | 0      | 9     | 391:451       | − 60  | 4             | 24               |
| 09. | Highlanders      | 14     | 5     | 0      | 9     | 362:459       | − 97  | 4             | 24               |
| 10. | Western Force    | 14     | 5     | 0      | 9     | 346:494       | − 148 | 2             | 22               |
| 11. | Melbourne Rebels | 14     | 4     | 0      | 10    | 406:484       | − 78  | 5             | 21               |
| 12. | Moana Pasifika   | 14     | 1     | 0      | 13    | 354:610       | − 256 | 4             | 8                |

Die Punkte wurden wie folgt verteilt:
- 4 Punkte bei einem Sieg
- 2 Punkte bei einem Unentschieden
- 0 Punkte bei einer Niederlage (vor möglichen Bonuspunkten)
- 1 Bonuspunkt für mindestens drei Versuche mehr als der Gegner
- 1 Bonuspunkt bei einer Niederlage mit maximal sieben Punkten Unterschied

### Viertelfinale
| 9. Juni 2023 19:35 NZST | Blues | 41 : 12        | NSW Waratahs                                                         | Eden Park, Auckland Zuschauer: 11.383 Schiedsrichter: Ben O’Keeffe (Neuseeland) |
| 9. Juni 2023 19:35 NZST | Versuche: Christie 17. erh. Laulala 38. erh. Riccitelli 45. erh. Sullivan 53. erh. Telea 67. erh. Erhöhungen: B. Barrett (4/4) Plummer (1/1) Straftritte: B. Barrett (1/1) 12. Plummer (1/1) 80.+1 | (17:7) Bericht | Versuche: Hanigan 3. erh. Pietsch 70. n.erh. Erhöhungen: Edmed (1/2) | Eden Park, Auckland Zuschauer: 11.383 Schiedsrichter: Ben O’Keeffe (Neuseeland) |

| 10. Juni 2023 16:35 NZST | Chiefs | 29 : 20         | Queensland Reds | Waikato Stadium, Hamilton Zuschauer: 15.500 Schiedsrichter: Angus Gardner (Australien) |
| 10. Juni 2023 16:35 NZST | Versuche: Narawa 40. erh. Sowakula 76. erh. Erhöhungen: McKenzie (2/2) Straftritte: McKenzie (5/5) 19., 23., 31., 49., 70. | (16:10) Bericht | Versuche: Vunivalu (2) 9. n.erh., 60. erh. Wilson 35. n.erh. Erhöhungen: Lynagh (1/3) Straftritte: Lynagh (1/2) 52. | Waikato Stadium, Hamilton Zuschauer: 15.500 Schiedsrichter: Angus Gardner (Australien) |

| 10. Juni 2023 19:05 NZST | Crusaders | 49 : 8         | Fijian Drua                                                    | Rugby League Park, Christchurch Schiedsrichter: Brendon Pickerill (Neuseeland) |
| 10. Juni 2023 19:05 NZST | Versuche: Jager 2. erh. Taylor (2) 5. erh., 14. erh. Talitui 33. erh. S. Barrett 45. erh. Jordan 66. erh. Heinz 78. erh. Erhöhungen: Moʻunga (6/6) Burke (1/1) | (28:8) Bericht | Versuche: Ravutaumada 35. n.erh. Straftritte: Lomani (1/1) 25. | Rugby League Park, Christchurch Schiedsrichter: Brendon Pickerill (Neuseeland) |

| 10. Juni 2023 19:35 AEST | Brumbies | 37 : 33         | Hurricanes | Canberra Stadium, Canberra Zuschauer: 8875 Schiedsrichter: Nic Berry (Australien) |
| 10. Juni 2023 19:35 AEST | Versuche: Sapsford 9. erh. Debreczeni 16. erh. Ikitau 25. n.erh. Reimer 64. n.erh. Wright 71. erh. Erhöhungen: Debreczeni (2/4) Lolesio (1/1) Straftritte: Debreczeni (2/2) 31., 38. | (25:16) Bericht | Versuche: Naholo 2. erh. Savea 48. erh. Flanders 60. erh. Erhöhungen: Cameron (3/3) Straftritte: Cameron (4/5) 14., 22., 29., 57. | Canberra Stadium, Canberra Zuschauer: 8875 Schiedsrichter: Nic Berry (Australien) |

### Halbfinale
| 16. Juni 2023 19:05 NZST | Crusaders | 52 : 15        | Blues | Rugby League Park, Christchurch Zuschauer: 15.000 Schiedsrichter: Angus Gardner (Australien) |
| 16. Juni 2023 19:05 NZST | Versuche: Ennor 3. erh. Faingaʻanuku (2) 12. n.erh., 48. erh. Jordan 35. erh. Taylor 40. erh. Burke 71. erh. Erhöhungen: Moʻunga (5/6) Straftritte: Moʻunga (4/4) 9., 21., 66., 78. | (32:3) Bericht | Versuche: B. Barrett 58. n.erh. Clarke 80.+3 erh. Erhöhungen: B. Barrett (1/2) Straftritte: Barrett (1/1) 25. | Rugby League Park, Christchurch Zuschauer: 15.000 Schiedsrichter: Angus Gardner (Australien) |

| 17. Juni 2023 19:05 NZST | Chiefs                                                                                                | 19 : 6         | Brumbies                            | Waikato Stadium, Hamilton Zuschauer: 18.500 Schiedsrichter: Nic Berry (Australien) |
| 17. Juni 2023 19:05 NZST | Versuche: Retallick 78. erh. Erhöhungen: McKenzie (1/1) Straftritte: McKenzie (4/4) 8., 32., 54., 72. | (13:3) Bericht | Straftritte: Lolesio (2/2) 34., 58. | Waikato Stadium, Hamilton Zuschauer: 18.500 Schiedsrichter: Nic Berry (Australien) |

### Finale
| 24. Juni 2023 19:05 NZST | Chiefs | 20 : 25         | Crusaders | Waikato Stadium, Hamilton Zuschauer: 25.000 Schiedsrichter: Ben O’Keeffe (Neuseeland) |
| 24. Juni 2023 19:05 NZST | Versuche: Stevenson 23. erh. Narawa 43. erh. Erhöhungen: McKenzie (2/2) Straftritte: McKenzie (2/4) 20., 49. | (10:15) Bericht | Versuche: Taylor (2) 28. n.erh., 73. erh. Moʻunga 36. erh. Erhöhungen: Moʻunga (2/3) Straftritte: Moʻunga (2/2) 9., 80.+1 | Waikato Stadium, Hamilton Zuschauer: 25.000 Schiedsrichter: Ben O’Keeffe (Neuseeland) |

| 15                 | Shaun Stevenson     |              |
| 14                 | Emoni Narawa        |              |
| 13                 | Alex Nankivell      | 77.          |
| 12                 | Anton Lienert-Brown | 9. bis 19.′  |
| 11                 | Etene Nanai-Seturo  | 60.          |
| 10                 | Damian McKenzie     |              |
| 09                 | Brad Weber          | 60.          |
| 08                 | Luke Jacobson       | 26. bis 36.′ |
| 07                 | Sam Cane            | 72. bis 80.′ |
| 06                 | Pita Gus Sowakula   | 50.          |
| 05                 | Tupou Vaaʻi         | 60.          |
| 04                 | Brodie Retallick    |              |
| 03                 | George Dyer         | 60.          |
| 02                 | Samisoni Taukeiʻaho | 69.          |
| 01                 | Aidan Ross          | 50.          |
| Auswechselspieler: |                     |              |
| 16                 | Tyrone Thompson     | 69.          |
| 17                 | Ollie Norris        | 50.          |
| 18                 | John Ryan           | 60.          |
| 19                 | Naitoa Ah Kuoi      | 60.          |
| 20                 | Samipeni Finau      | 50.          |
| 21                 | Cortez Ratima       | 60.          |
| 22                 | Josh Ioane          | 60.          |
| 23                 | Rameka Poihipi      | 77.          |
| Trainer:           |                     |              |
| Clayton McMillan   |                     |              |

| 15                 | Will Jordan            |         |
| 14                 | Dallas McLeod          | 13.     |
| 13                 | Braydon Ennor          |         |
| 12                 | Jack Goodhue           |         |
| 11                 | Leicester Faingaʻanuku |         |
| 10                 | Richie Moʻunga         |         |
| 09                 | Mitchell Drummond      | 50.     |
| 08                 | Christian Lio-Willie   |         |
| 07                 | Tom Christie           |         |
| 06                 | Sione Havili Talitui   | 57.     |
| 05                 | Sam Whitelock          |         |
| 04                 | Scott Barrett          |         |
| 03                 | Oli Jager              | 77.     |
| 02                 | Codie Taylor           |         |
| 01                 | Tamaiti Williams       | 69.     |
| Auswechselspieler: |                        |         |
| 16                 | George Bell            |         |
| 17                 | Kershawl Sykes-Martin  | 69.     |
| 18                 | Reuben O’Neill         | 77.     |
| 19                 | Quinten Strange        |         |
| 20                 | Dominic Gardiner       | 57.     |
| 21                 | Willi Heinz            | 50.     |
| 22                 | Fergus Burke           | 74.     |
| 23                 | Chay Fihaki            | 13. 74. |
| Trainer:           |                        |         |
| Scott Robertson    |                        |         |

## Statistik

### Meiste erzielte Versuche
|    | Name                   | Verein    | Versuche |
| -- | ---------------------- | --------- | -------- |
| 1. | Leicester Faingaʻanuku | Crusaders | 13       |
| 2. | Shaun Stevenson        | Chiefs    | 12       |
| 2. | Codie Taylor           | Crusaders | 12       |
| 2. | Mark Telea             | Blues     | 12       |

### Meiste erzielte Punkte
|    | Name            | Verein           | Punkte |
| -- | --------------- | ---------------- | ------ |
| 1. | Damian McKenzie | Chiefs           | 191    |
| 2. | Richie Moʻunga  | Crusaders        | 174    |
| 3. | Sam Gilbert     | Highlanders      | 122    |
| 4. | Reece Hodge     | Melbourne Rebels | 119    |
| 5. | Jordie Barrett  | Hurricanes       | 118    |